# Bror Sandberg (militär)
Bror Martin Sandberg, född 25 september 1903 i Jakob och Johannes församling i Stockholms stad, död 10 januari 1969 i Oscars församling i Stockholm, var en svensk militär.

## Biografi
Sandberg avlade officersexamen vid Krigsskolan 1926 och utnämndes samma år till fänrik i trängtrupperna, där han befordrades till löjtnant 1929. Han idkade specialstudier vid Tekniska högskolan i Stockholm 1934–1935 och studerade vid Krigshögskolan 1936–1938. Han befordrades till kapten vid Skånska trängkåren 1939, var generalstabsaspirant 1939–1941, tjänstgjorde som transportledare i vinterkriget 1940, var stabsadjutant i Generalstabskåren 1941–1943, befordrades till major 1943 och tjänstgjorde vid Försvarsstaben 1943–1944. Åren 1944–1948 var han chef för Trängofficersskolan, varefter han befordrades till överstelöjtnant 1948 och tjänstgjorde vid Göta trängregemente och Underhållsavdelningen i Arméstaben 1948–1952. Han befordrades till överste 1952, varefter han var chef för Göta trängregemente 1952–1961. År 1961 inträdde Sandberg i reserven. Han var militär konsult vid Statskontoret 1961–1968.
Bror Sandberg var son till distriktsföreståndaren Axel Sandberg och dennes hustru Anna Frisell. Han gifte sig första gången 1930 med Ingeborg Ståhlberg (1903–1959) och andra gången 1962 med Karin Ek-Wahlgren (1905–1974). Bror Sandberg och första hustrun är gravsatta i Högalids kolumbarium i Stockholm.

## Utmärkelser
- Riddare av Svärdsorden, 1946.[6]
- Riddare av Vasaorden, 1948.[7]
- Kommendör av Svärdsorden, 1956.[8]
- Kommendör av första klassen av Svärdsorden, 1960.[9]